# Stymphalus dilatatus
Stymphalus dilatatus är en kräftdjursart som först beskrevs av Perty 1833.  Stymphalus dilatatus ingår i släktet Stymphalus och familjen gisselgråsuggor. Inga underarter finns listade i Catalogue of Life.